# Robustanoplodera lepesmei
Robustanoplodera lepesmei là một loài bọ cánh cứng trong họ Cerambycidae.